# ابراهیم قنبر
ابراهیم قنبر (انگلیسی: Ibrahim Qanber؛ زادهٔ ۱ آوریل ۱۹۹۰) بازیکن فوتبال اهل امارات متحده عربی است پست اصلی وی هافبک است.